# Dogonbadan
Dogonbadan (persiska: دُو گُنبَدان, Gachsārān, گچساران, Do Gonbadān) är en ort i Iran.   Den ligger i provinsen Kohgiluyeh och Buyer Ahmad, i den centrala delen av landet, 600 km söder om huvudstaden Teheran. Dogonbadan ligger 723 meter över havet och antalet invånare är 94 638.
Terrängen runt Dogonbadan är varierad.Runt Dogonbadan är det ganska glesbefolkat, med 45 invånare per kvadratkilometer. Dogonbadan är det största samhället i trakten. Omgivningarna runt Dogonbadan är i huvudsak ett öppet busklandskap.